# Potanzuri
Potanzuri es un topónimo de origen vasco que aparece en el Fuero de Miranda de Ebro, otorgado por el rey castellano Alfonso VI en el año 1099.
Este topónimo, hoy desaparecido en la localidad de Miranda de Ebro, parece situarse (según el profesor Francisco Cantera Burgos) en las cercanías del río Oroncillo, uno de los múltiples afluentes que vierten sus aguas al Ebro en este municipio.
A continuación podemos leer un extracto del fuero de Miranda (en latín) donde se cita el topónimo:

Et de illa parte de ebro, in naue quatuor ssolares, et sanctum uicencium, et sanctum ciprianum, et sanctum christoforum, et carraleo totum; in potançuri omnia que ibi habeo; Murcuela et coscorrori et bardahuri et casiellas de prado totum; fferreruela. ea que ego habeo ibi; et sanctum martinum; et sanctum quiricilum et sanctum mametem et sanctam mariam de monte.
Fuero de Miranda